# Kanton Dreux-Ouest
Dreux-Ouest is een voormalig kanton van het Franse departement Eure-et-Loir. Het kanton maakte deel uit van het arrondissement Dreux. Het werd opgeheven bij decreet van 24 februari 2014, met uitwerking op 22 maart 2015.

## Gemeenten
Het kanton Dreux-Ouest omvatte de volgende gemeenten:
- Allainville
- Boissy-en-Drouais
- Crécy-Couvé
- Dreux (deels, hoofdplaats)
- Garancières-en-Drouais
- Louvilliers-en-Drouais
- Montreuil
- Saulnières
- Vert-en-Drouais